# Puri (district)
Puri is een district van de Indiase staat Odisha. Het district telt 1.498.604 inwoners (2001) en heeft een oppervlakte van 3055 km².
Angul · Balangir · Baleshwar · Bargarh · Bhadrak · Boudh · Cuttack · Debagarh · Dhenkanal · Gajapati · Ganjam · Jagatsinghpur · Jajpur · Jharsuguda · Kalahandi · Kandhamal · Kendrapara · Kendujhar · Khordha · Koraput · Malkangiri · Mayurbhanj · Nabarangpur · Nayagarh · Nuapada · Puri · Rayagada · Sambalpur · Subarnapur · Sundargarh